# رونالد هارفي (دبلوماسي)
رونالد هارفي (بالإنجليزية: Ronald Harvey)‏ هو دبلوماسي أسترالي، ولد في 9 يونيو 1934 في سوبياكو ‏ في أستراليا.